# 章晋锡
章晋锡（？—1646年），字用康，江蘇常州府武进人，明朝政治人物，賜特用进士出身。
崇禎六年（1633年）舉人，初授戶部主事，崇祯十五年（1642年）賜特用出身，外放接替钱选任延平府知府一职，崇祯十六年平王銑頭亂，因功升福建參政，由杨闻中接任知府。隆武二年清軍陷延平，殉國。